# Мемфивосфей
Мемфивосфе́й (ивр. מְפִיבֹשֶׁת — «разрушение идолов»), также Мефибошет и Мемфибошет, — имя двух ветхозаветных персонажей.
1. Мемфивосфе́й (2Цар. 4:4 и др.) или Мериббаал (1Пар. 8:34) — персонаж Второй книги Царств, сын Ионафана, внук Саула. Пяти лет от роду он упал с рук своей кормилицы и стал хромым на обе ноги. Царь Давид взял Мемфивосфея ко двору и держал его у себя до самой смерти как сына, и он всегда ел за царским столом.[2]
2. Мемфивосфе́й (2Цар. 21:8) сын Саула от его наложницы Рицпы, который вместе со своим братом Армоном и пятью другими членами семейства был отдан Давидом в руки гаваонитян, а эти «повесили их [на солнце] на горе пред Господом… в начале жатвы ячменя».[2]

## Библейское повествование

### Внук Саула
После того, как Ионафан и Саул погибли в битве при Гелвуе, кормилица Мемфивосфея попыталась спастись бегством, прихватив пятилетнего ребёнка, однако упала, в результате чего мальчик навсегда остался хромым на обе ноги (2Цар. 4:4). После своего воцарения Давид попытался узнать, остался ли в живых кто-либо из дома Саула. К радости царя оказалось, что остался в живых сын его лучшего друга, тогда Давид отдал Мемфивосфею всю собственность дома Саула, а ему самому оказал великие почести — сын Ионафана получал право всегда есть за царским столом (2Цар. 9). Управителем же хозяйства царь повелел быть рабу Саула Сиве.
Во время восстания Авессалома Мемфивосфей явно не поддержал Давида, что позволило Сиве обвинить своего хозяина в измене. Тогда царь отдал слуге всю собственность хозяина (2Цар. 16:1-4). После установления в стране порядка Давид встретился с Мемфивосфеем. Оказалось, что сын Ионафана всё время мятежа был в посте (не мыл ноги, одежды, не стриг бороду) (2Цар. 19:24), а участия в борьбе с узурпатором не принял по причине своего физического увечья. Давид прощает его, разделив имущество между Сивой и Мемфивосфеем поровну (2Цар. 19:29).
В 1 книге Паралипоменон Мемфивосфей назван Мериббаалом, затем кратко приводится родословие нескольких поколений его потомков (1Пар. 8:34-40).

### Сын Саула
В Библии также упоминается ещё один Мемфивосфей, сын царя Саула от наложницы Рицпы. Для совершения возмездия Давид выдал его гаваонитянам. Мемфивосфей был повешен вместе с братом Армоном и пятью сыновьями Мелхолы, «которых она родила от Адриэлла — сына Верзеллия из Мехолы» (младшая дочь Саула, будучи замужем за бежавшим от гнева царя Давидом, была выдана замуж повторно за Адриэлла) гаваонитянами, за истребление Саулом последних (2Цар. 21:8).